# 尚敬王
尚敬王（しょうけいおう、1700年8月3日（康熙39年6月19日） - 1751年2月24日（乾隆16年1月29日））は、琉球王国第二尚氏王統の第13代国王（在位1713年 - 1751年）。第12代国王尚益王の子。
蔡温を三司官にして多くの改革を行った。また教育や文化振興に力を入れ、琉球を文化大国へ導くなどその手腕は近世の名君とうたわれた。
1712年（康熙51年）、薩摩藩から許され、琉球国司から琉球国王の王号に復した。

## 家族
- 父 - 尚益王
- 母 - 聞得大君加那志（号・坤宏）
- 妃 - 聞得大君加那志（号・仁室。馬氏小禄殿内七世仲里親方良直次女）
- 子女
  - 長男 - 尚穆、中城王子朝康
  - 次男 - 尚和、読谷山王子朝憲（読谷山御殿元祖）
  - 長女 - 津嘉山翁主（号・寛室。蔡氏十二世具志頭親方廷儀（蔡温の長男）へ嫁ぐ）
  - 次女 - 瑞慶覧翁主（号・順成。伊江御殿七世伊江王子朝倚へ嫁ぐ）
  - 三女 - 真嘉戸樽金（安谷屋翁主。享年13）